# Tuca Jordão
Artur Otávio Scapin Jordão Costa (Angra dos Reis, 22 de julho de 1966) mais conhecido como Tuca Jordão é um político brasileiro. Foi eleito prefeito de Angra dos Reis em 2008, com mandato de 2009 a 2012.

## Carreira
Tuca começou sua vida pública em 2002, como engenheiro de projetos do Saae. Logo depois, assumiu a subsecretaria de Obras e Serviços Públicos de Angra dos Reis. Em 2005, ele assumiu o cargo de secretário de Habitação e foi o um dos responsáveis pelo primeiro condomínio vertical da cidade. Ele foi eleito prefeito de Angra dos Reis nas eleições de 2008 com 52,22% (44.162) dos votos válidos. O candidato venceu a adversária Conceição Rabha (PT), que alcançou 47,78% (40.413) dos votos.
Em Maio de 2010, o Tribunal Regional Eleitoral do Rio (TRE-RJ) multou o atual prefeito em R$ 53.205,00 por conduta vedada a agente público nas eleições 2008. Tuca Jordão havia deixado o cargo de secretário municipal para se candidatar. Durante sua a campanha, a subsecretária de Comunicação Social divulgou a agenda eleitoral e outras atividades de propaganda do então candidato a prefeito por um e-mail particular. Entretanto, a mensagem eletrônica foi enviada no horário de trabalho da servidora comissionada e circulou pelas 22 secretarias do município. Tuca Jordão teria beneficiado-se desse acesso privilegiado ao mailing funcional, o que, para o TRE-RJ, caracterizou a utilização da máquina administrativa em benefício particular.

## Vida pessoal
Tuca é nascido e criado em Angra. Ele é casado com Alessandra Jordão e é pai de dois filhos. Também é primo do ex-prefeito Fernando Jordão, a quem sucedeu.